# Henri La Fontaine
Henri-Marie La Fontaine (Lafontaine, ur. 22 kwietnia 1854 w Brukseli, zm. 14 maja 1943 tamże) – prawnik belgijski, laureat Pokojowej Nagrody Nobla za rok 1913.

## Życiorys
Studiował prawo na Wolnym Uniwersytecie w Brukseli, praktykował jako prawnik od 1877 r. Był uznanym ekspertem prawa międzynarodowego, od 1893 wykładał na Nowym Uniwersytecie w Brukseli. W latach 1895–1936 pełnił mandat senatora z ramienia Partii Socjalistycznej (z przerwą w latach 1898–1900 oraz 1932–1935). Wraz z Paulem Otletem założył w 1895 roku Międzynarodowy Instytut Bibliograficzny w Brukseli.
Współpracował z Międzynarodowym Stałym Biurem Pokoju, działał na rzecz zwołania haskich konferencji pokojowych w 1899 i 1907. W 1907 zastąpił na stanowisku przewodniczącego Międzynarodowego Stałego Biura Pokoju laureata Pokojowej Nagrody Nobla z 1908, Fredrika Bajera. W 1919 wchodził w skład delegacji belgijskiej na Konferencję Pokojową w Paryżu, następnie członek Zgromadzenia Ligi Narodów (1920–1921). Za wkład w międzynarodowy ruch pokojowy został uhonorowany Pokojową Nagrodę Nobla w 1913 r.
Był inicjatorem powstania Światowego Centrum Intelektualnego (Centre Intellectuel Mondial), przekształconego później w Instytut Współpracy Intelektualnej przy Lidze Narodów. Proponował utworzenie szeregu instytucji współpracy międzynarodowej – światowej szkoły i uniwersytetu, parlamentu światowego, międzynarodowego trybunału sprawiedliwości.
Pracował nad uporządkowaniem materiałów historycznych arbitrażu międzynarodowego, opracował indeks alfabetyczny do drugiego wydania Classification décimale universelle (1927), założył pismo La Vie Internationale. W latach 1919–1932 był wiceprzewodniczącym Senatu Belgii.